# Schießbrille

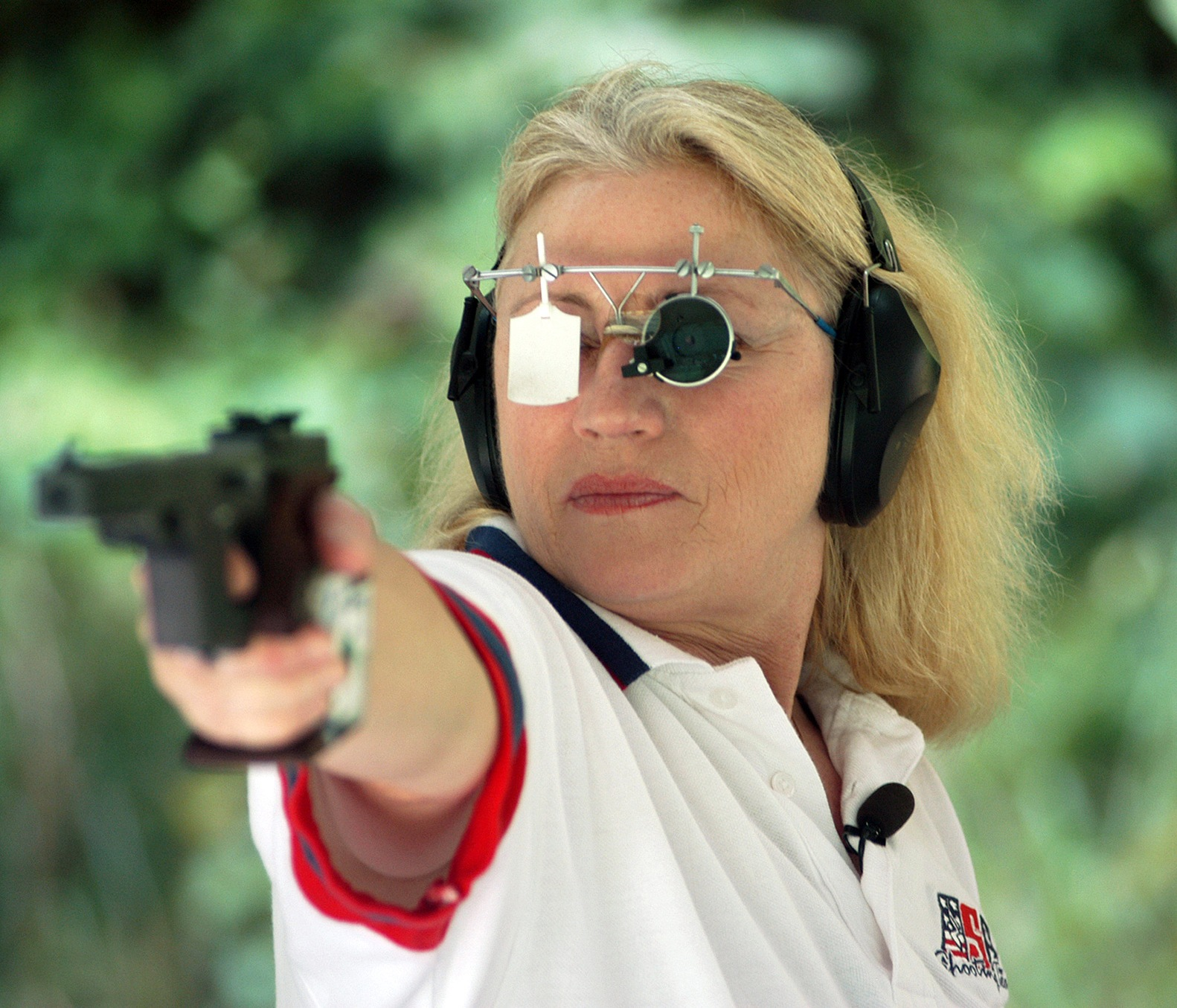
Pistolenschützin mit Schießbrille

Eine Schießbrille ist eine Korrektionsbrille für die Verwendung beim Schusswaffengebrauch. Wie andere Brillen mit optischen Linsen korrigiert sie die Fehlsichtigkeit des Schützen. Abhängig von der Disziplin werden die optischen Gläser auf Ziel, Visierung und Kontrast optimiert.

## Bauart
Klassische Schießbrillen weisen oft nur ein Glas auf. Dieses korrigiert die Fehlsichtigkeit des dominanten Auges, welches für das Zielen benutzt wird. Zeitgemäße Schießbrillen verfügen oftmals über zwei Gläser, sodass neben klarem Sehen auch eine Schutzfunktion gegeben ist. Bei Disziplinen mit großkalibrigen Waffen, Vorderlader, Wurfscheibe, Jagd und dynamischen Disziplinen, wie IPSC, sind Schießbrillen mit zwei Gläsern üblich und meist vorgeschrieben.
Bei statischen Disziplinen mit offener Visierung wird die Schärfe der Brillengläser auf die Erkennbarkeit von Visierung und Scheibe abgestimmt. Das nicht beteiligte Auge kann mit einer durchscheinend matten oder undurchsichtigen Scheibe abgedeckt werden. Eine Irisblende verbessert zusätzlich die Schärfentiefe.
Bei traditionellen Schießbrillen mit typischen runden Gläsern bis 42 mm Durchmesser sind die Gläser vor dem Auge verschiebbar. Sie müssen dabei zusätzlich geschwenkt werden, damit die optische Achse des Glases weiterhin auf die optische Achse des Auges fällt. Brillengläser mit fester Position werden vom Optiker auf den Augenabstand eingeschliffen. Ein Verstellen ist deshalb nicht nötig.
Schießbrillen für das Wurfscheibenschießen (Tontaube) verstärken durch Farbfilter den Kontrast und schützen vor ausgeworfenen Hülsen und kleinen Partikeln.
Bei sportlichen Wettbewerben gibt es eine Vielzahl von Regelungen, abhängig von Land, Sportverband und Disziplin.

## Zubehör
Mit Farbfiltern kann die Sehschärfe und der Kontrast gesteigert werden.
Irisblenden erhöhen die Schärfentiefe (Tiefenschärfe). Die Zulässigkeit hängt vom Land, dem Verband und von der Disziplin ab.
Seitenschutz und Stirnschild halten störendes Licht, ausgeworfene Hülsen und Partikel von oben und den Seiten ab. Dieses Zubehör und die zugelassenen Größen sind abhängig von der Disziplin und teilweise vorgeschrieben.
Abdeckscheibe oder Abdeckfolie erleichtern die Konzentration und verhindern bei beidäugigen Disziplinen das ungewollte Wechseln des Seheindrucks auf das nicht zielende Auge.

## Geschichte
In der Regensburger Brillenmacherordnung aus dem Jahre 1600 war die Anfertigung von zwei Schießbrillen bereits als Meisterstück vorgeschrieben. Unter Schießbrille (Schieß Prille) verstand man ein einzelnes Glas auf einem Stiel, das auf dem Gewehrschaft angebracht wurde.
Um 1850 hatten Schießbrillen meist nur Lochblenden in unterschiedlichen Größen vor dem Zielauge. 1896 in England ist die erste Schießbrille mit verstellbarer Irisblende zum Patent angemeldet worden. Auf die Irisblende konnten Filter und Korrekturgläser gesteckt werden.

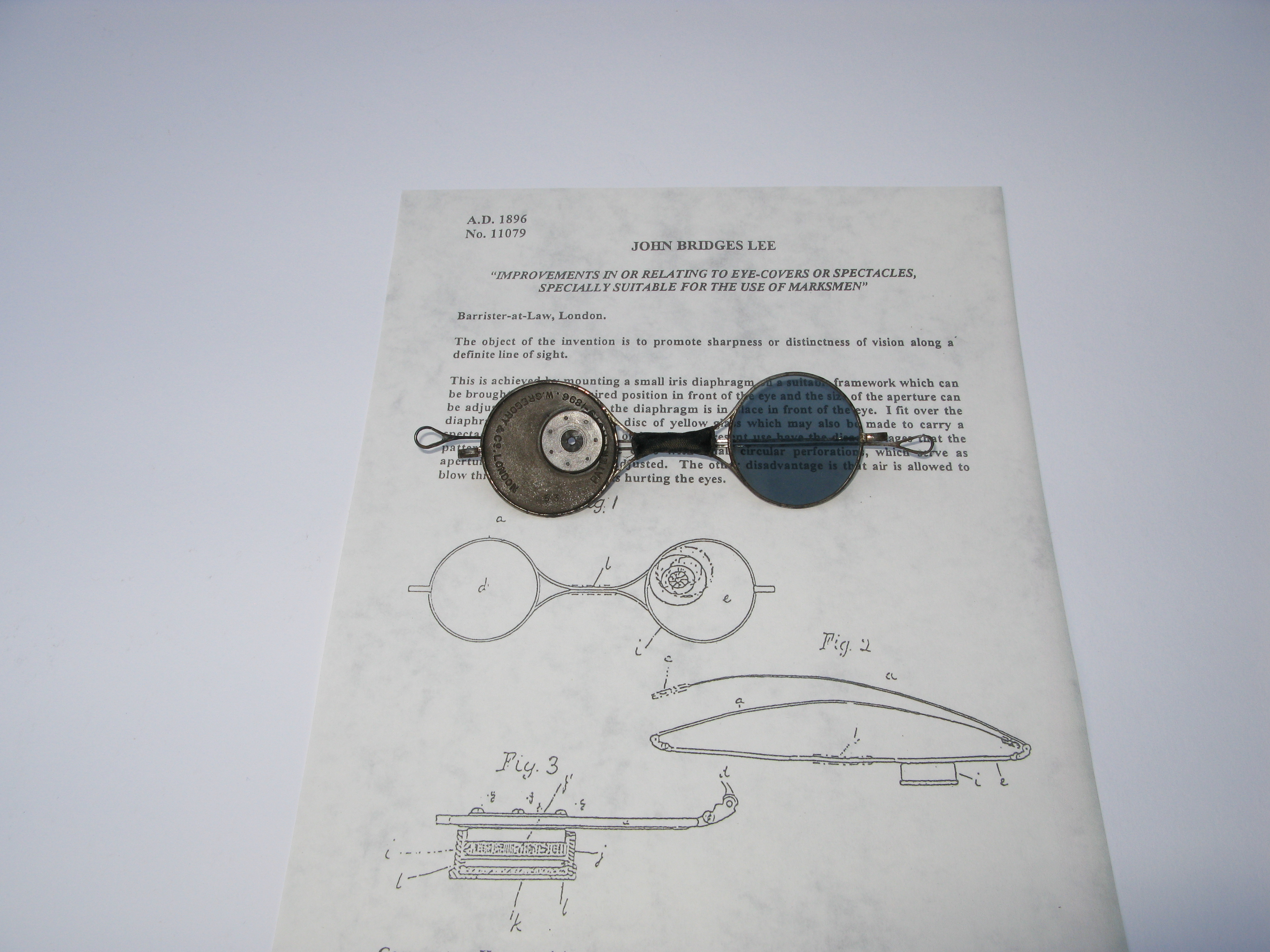
Irisbrille und Patent von 1886

Ab 1902 wurden Schießbrillen patentiert, die oberhalb der beiden Brillengläser noch über ein drittes schräg gestelltes Glas zum Zielen verfügten. Brillengläser fertigte man damals meist als Bigläser, diese waren am Rand unscharf. Ab 1925 beschränkte man sich im sportlichen Bereich oft nur auf das einzelne Zielglas. Solche Brillen verwendet man bis heute im statischen Schießsport. Bekannte Hersteller sind Knobloch, Champion, Jäggi, MEC und Gehmann. Irisblende und Filter werden auf das Zielglas gesteckt und durch Verschieben des Glases zentrisch vor dem Auge angebracht. 2005 erschien mit der Dynamik-Schießbrille von Müller Manching eine Schießbrille, bei der die Irisblende unabhängig vom Glas justiert wird. Da moderne Brillengläser fast bis zum Rand scharf abbilden, ist das Verschieben des Glases nicht mehr notwendig. Die gesteigerten Anforderungen an den Augenschutz erfordern bei vielen Disziplinen großformatige Kunststoffgläser.